# Хельсинки-86
Группа по защите прав человека «Хельсинки-86» (латыш. Latvijas cilvēktiesību aizstāvēšanas grupa "Helsinki-86") — латвийская правозащитная организация, основанная 10 июля 1986 в Лиепае ювелиром Линардом Грантиньшем, шофёром Раймондом Битениексом и диспетчером службы электроснабжения Мартиньшем Барисом. Целью группы в заявлении её членов было «открыто, без цензуры и давления извне, информировать международные организации о нарушениях, которые совершаются против материальных и духовных ценностей наших народов, а также против самого народа. Преградить путь лжи и террору; дать всем народам свободный выбор пути своего развития; соблюдать принципы, выдвинутые в заключительном документе Хельсинкской конференции».
«Хельсинки-86» стала первой организацией, поставившей ещё в 1987 году вопрос о пакте Молотова — Риббентропа, восстановлении независимости Латвии.
14 июня 1987 года была проведена демонстрация в память депортаций 1941 года, с возложением цветов к памятнику Свободы в Риге.
23 августа 1987 года группа Хельсинки-86 организовала демонстрации по осуждению пакта Молотова — Риббентропа.
18 ноября 1987 года Хельсинки-86 празднуют день провозглашения независимости Латвии.
14 июня 1988 года первый раз в послевоенной истории Латвии в демонстрации член группы «Helsinki-86» Константин Пупурс через всю Ригу, от Памятника Свободы до Братского Кладбища, пронёс красно-бело-красный флаг Латвии.
23 августа 1988 года выступили как одни из организаторов Балтийского пути.
Среди членов организации и активистов многие были награждены высшей наградой Латвии — Орденом Трех звезд: Мартиньш Барис (2 ст.), Ева Битениеце (3 ст.), Раймондс Битениекс (3 ст.), Линардс Грантиньш (2 ст), Роландс Силараупс (2 ст.), Янис Веверис (2 ст.).
В 1997 году часть членов группы основали новую политическую партию под тем же названием. В 2001 году в качестве политической партии баллотировалась на выборах в Сейм Латвии и в Рижскую Думу, но не была избрана.